# Nic Balthazar

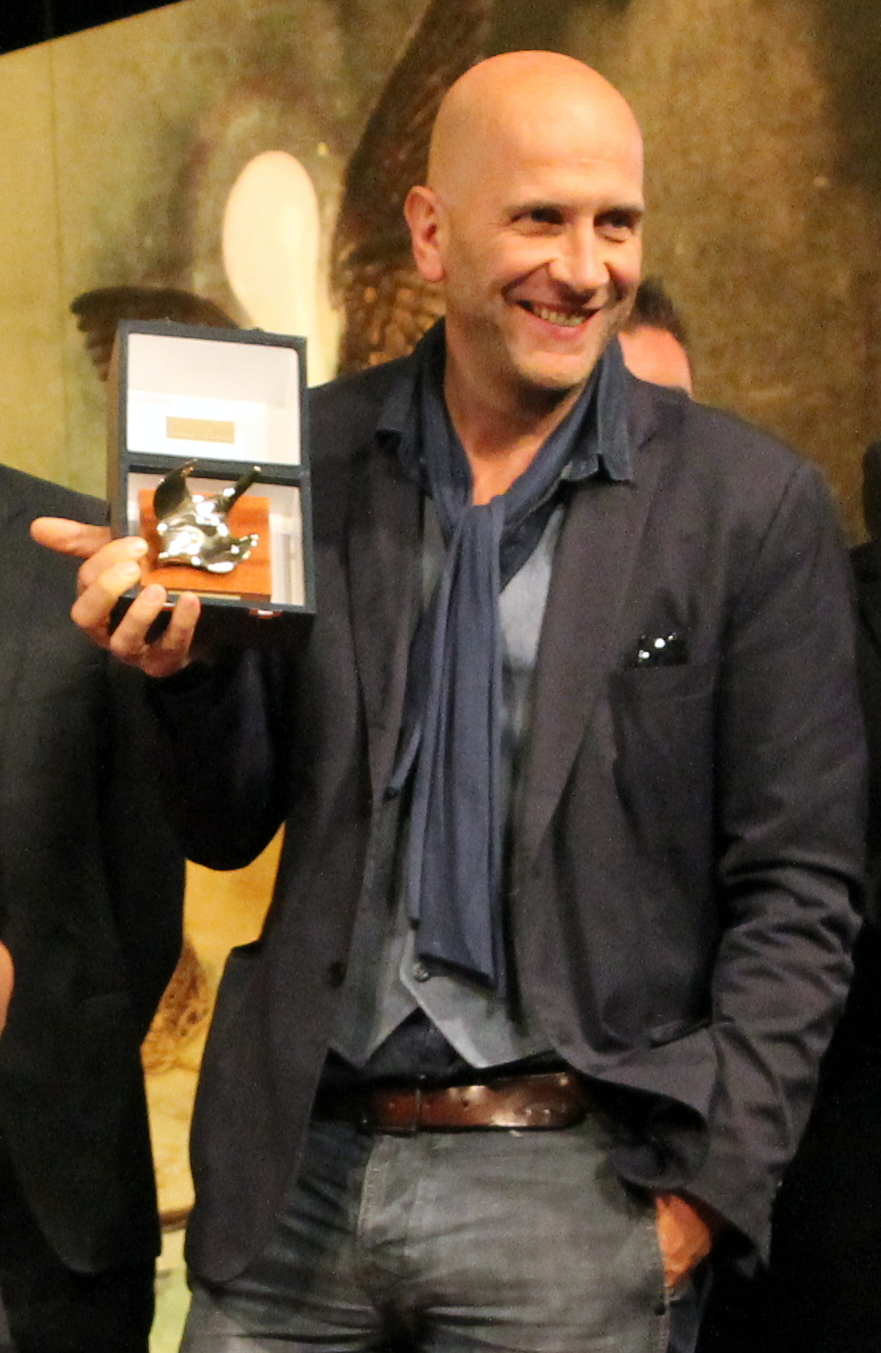
Nic Balthazar (Seminci 2012).

Nic Balthazar (Gent, 24 juli 1964) is een Belgische televisiemaker bij de VRT en filmregisseur.

## Biografie
Nic Balthazar werd geboren in 1964 als zoon van de gewezen Oost-Vlaamse gouverneur Herman Balthazar. Hij genoot zijn middelbare school aan het Koninklijk Atheneum Voskenslaan in Gent, zijn geboortestad. Later studeerde hij Germaanse talen aan de universiteit van Gent, met als specialisatie Nederlands en Zweeds.

### Radio en tv-maker
Hij werd vooral bekend van cultuurprogramma's als 'Memphis', 'Ziggurat', 'Open doek', 'Mollen en kruisen' of 'Leuven Centraal'. In 'Dood doet leven' presenteerde hij biografische overzichten en interviews van bekende kunstenaars in de vorm van een in memoriam en 'laatste gesprek'.
Op de radio verzorgde hij op Radio 1 en Studio Brussel de filminformatie, en presenteerde hij praatprogramma's als 'Levende Lijven.' Hij is echter het bekendst van zijn filmprogramma 'Filmfan' op Canvas, waar hij films inleidt en van het reisprogramma 'Vlaanderen Vakantieland' waarvoor hij reportages maakte in binnen- en buitenland.

### Schrijver
Als student schreef hij al theaterrecensies voor de krant De Morgen.
Naast columns en artikels voor verschillende dag- en weekbladen schreef Nic Balthazar ook de jeugdroman Niets was alles wat hij zei, die hij later bewerkte en regisseerde voor een theaterstuk, 'Niets', gespeeld door Roel Vanderstukken.

### Regisseur
In 2006 regisseerde hij een film die gebaseerd was op het hierboven vermelde verhaal van 'Niets was alles wat hij zei'. Deze film, getiteld Ben X, kwam uit in september 2007. Het verhaal gaat over een autistische jongen die op school zwaar gepest wordt.
In april 2011 startte Nic Balthazar met de opnames van de film Tot Altijd. Deze prent is gebaseerd op het waargebeurde verhaal van Mario Verstraete, een MS-patiënt die in 2002 hevig pleitte voor euthanasiewetgeving in België en er uiteindelijk ook als eerste Belg gebruik van maakte. Het was tevens een persoonlijke vriend van hem en vooral zijn broer Tom Balthazar Tot Altijd kwam in België uit op 25 januari 2012.

### Ecologie
Naast zijn televisie- en filmcarrière staat Nic Balthazar ook bekend om zijn betrokkenheid met het milieu. In 2008 nam hij op het strand van Oostende een videoclip op met 6000 personen. Met deze clip, die de naam The Big Ask kreeg, wilde Balthazar de politici overtuigen om een klimaatwet te stemmen en de uitstoot van broeikassen tegen te gaan. Een jaar later, net voor de klimaatconferentie in Kopenhagen, herhaalde hij deze actie, ditmaal met 12000 mensen en onder de titel The Big Ask Again. In 2012 riep hij de mensen op om in hun gemeente of stad samen te komen om hun bezorgdheid over het klimaat uit te zingen Deze actie werd Sing For The Climate gedoopt. Ter ere van deze actie werd ook een gelijknamige single opgenomen met de melodie van Bella Ciao. Op deze single zijn onder andere Rocco Granata, Lady Linn en Milow te horen. Daarnaast is Balthazar ook overtuigd vegetariër. Deze acties voor het milieu werden door sommigen als schijnheilig beschouwd vanwege het herhaaldelijk enthousiast aanprijzen van ecologisch onverantwoorde exotische bestemmingen in Vlaanderen Vakantieland.
Hij is de spreker in het Klimaatbetoog, een debat over klimaatopwarming, dat via Canvas ook te zien was.

### Privé
Balthazar heeft een relatie met fotografe Lieve Blancquaert. Samen hebben ze twee kinderen.

## Erkentelijkheden
- De film "Ben X" won op het 31e Festival des films du monde de Montréal de 'Grand Prix des Amériques', de publieksprijs en de prijs van de oecumenische jury
- In 2013 kreeg hij de Someone to Watch Award, een prijs voor een rijzende ster, op het Amerikaanse Cleveland International Film Festival.[3]
- Op het Festival des films du monde de Montréal 2016 won Balthazar met zijn film Everybody Happy de prijs voor de beste regie.[4]

## Trivia
Hij werd geïmiteerd door Chris Van den Durpel in Chris & Co. Van den Durpel persifleerde de uitvoerige intro's die Balthazar vlak voor elke film gaf. Op zeker moment heeft een ongeduldige kijker thuis er genoeg van en spurt die persoonlijk naar de tv-studio om Balthazar op zijn gezicht te slaan. In een Humo-interview zei de echte Nic Balthazar dat hij en zijn vrouw er erg om moesten lachen.